# Blepharis diversispina
Blepharis diversispina är en akantusväxtart som först beskrevs av Christian Gottfried Daniel Nees von Esenbeck, och fick sitt nu gällande namn av C.B. Cl.. Blepharis diversispina ingår i släktet Blepharis och familjen akantusväxter. Inga underarter finns listade i Catalogue of Life.